# Brett Camerota
Brett Camerota (ur. 3 stycznia 1985 w Salt Lake City) – amerykański narciarz klasyczny specjalizujący się w kombinacji norweskiej, srebrny medalista olimpijski.

## Kariera
Po raz pierwszy na arenie międzynarodowej Brett Camerota pojawił się 2 marca 2002 roku, kiedy wystartował w zawodach Pucharu Świata B. Zajął wtedy 46. miejsce w sprincie. W 2003 roku wystąpił na Mistrzostwach Świata Juniorów w Sollefteå, gdzie zajął między innymi siódme miejsce w drużynie oraz 21. miejsce w zawodach metodą Gundersena. Startował także rok później na Mistrzostwach Juniorów w Stryn oraz podczas Mistrzostw Juniorów w Rovaniemi w 2005 roku, jednak indywidualnie zajmował odległe pozycje, a w konkursach drużynowych w obu przypadkach zajmował dziesiąte miejsce. Do tego czasu startował wyłącznie w Pucharze Świata B.
W Pucharze Świata zadebiutował 29 stycznia 2006 roku w austriackim Seefeld. Zajął tam 28. miejsce w Gundersenie, tym samym zdobył punkty już w swoim debiucie. Był to jego jedyny start w sezonie 2005/2006 PŚ. W klasyfikacji generalnej zajął 58. miejsce. Kilkanaście dni później wystąpił na Igrzyskach Olimpijskich w Turynie, gdzie zajął 38. miejsce w Gundersenie. Najlepszą pozycję w klasyfikacji generalnej Pucharu Świata wywalczył w sezonie 2006/2007, który ukończył na 50. pozycji. Na Mistrzostwach Świata w Sapporo w 2007 roku zajął. 31. miejsce w Gundersenie. Najwyższą pozycją Cameroty w zawodach Pucharu Świata było 18. miejsce w Gundresenie, które wywalczył 19 grudnia 2009 roku w Ramsau.
Ostatnią dużą imprezą w jego karierze były Igrzyska Olimpijskie w Vancouver w 2010 roku. Osiągnął tam swój największy sukces, wspólnie z Toddem Lodwickiem, Billem Demongiem oraz Johnnym Spillane’em zdobywając srebrny medal w konkursie drużynowym. Już po skokach Amerykanie zajmowali drugie miejsce i na trasę biegu wyruszyli ze stratą dwóch sekund do prowadzących Finów. W biegu wyprzedzili reprezentantów Finlandii, jednak dali się wyprzedzić Austriakom, którzy sięgnęli po złoty medal. Na mecie Amerykanie stracili do zwycięzców nieco ponad pięć sekund i o około czternaście wyprzedzili Niemców, którzy uplasowali się na trzeciej pozycji. Indywidualnie wystartował tylko w Gundersenie na normalnej skoczni, zajmując 36. pozycję.
Camerota startował głównie w Pucharze Świata B (obecnie Pucharze Kontynentalnym) i tam też notował lepsze wyniki niż w Pucharze Świata. Nie wygrał żadnych zawodów jednak trzykrotnie zajmował drugie miejsce: 13 i 14 grudnia 2008 roku w Park City oraz 9 grudnia 2006 roku w Steamboat Springs. Wszystkie te zawody były rozgrywane metodą Gundsersena. W klasyfikacji generalnej PK był między innymi trzynasty w sezonie 2006/2007 oraz czternasty w sezonie 2008/2009.
Po sezonie 2010/2011 zdecydował się na zakończenie kariery.
Jego brat bliźniak Eric także uprawia kombinację norweską.

## Osiągnięcia

### Igrzyska Olimpijskie
| Miejsce | Dzień     | Rok  | Miejscowość | Konkurencja           | Wynik zwycięzcy | Strata      | Zwycięzca           |
| ------- | --------- | ---- | ----------- | --------------------- | --------------- | ----------- | ------------------- |
| 38.     | 11 lutego | 2006 | Pragelato   | Gundersen HS106/15 km | 39:44.6 min     | +5:15.0 min | Georg Hettich       |
| 36.     | 14 lutego | 2010 | Vancouver   | Gundersen HS106/10 km | 25:47.1 min     | +2:09.5 min | Jason Lamy Chappuis |
| 2.      | 23 lutego | 2010 | Vancouver   | Sztafeta HS140/4x5 km | 49:31.6 min     | +5.2 s      | Austria             |

### Mistrzostwa świata
| Miejsce | Dzień     | Rok  | Miejscowość | Konkurencja           | Wynik zwycięzcy | Strata      | Zwycięzca       |
| ------- | --------- | ---- | ----------- | --------------------- | --------------- | ----------- | --------------- |
| 31.     | 3 marca   | 2007 | Sapporo     | Gundersen HS100/15 km | 38:35.6 min     | +5:35.3 min | Ronny Ackermann |
| 54.     | 22 lutego | 2009 | Liberec     | Gundersen HS100/10 km | 24:22.3 min     | +6:59.0 min | Todd Lodwick    |

### Mistrzostwa świata juniorów
| Miejsce | Dzień    | Rok  | Miejscowość | Konkurencja           | Wynik zwycięzcy | Strata      | Zwycięzca        |
| ------- | -------- | ---- | ----------- | --------------------- | --------------- | ----------- | ---------------- |
| 21.     | 5 lutego | 2003 | Sollefteå   | Gundersen K107/10 km  | ?               | +3:50.3 min | Björn Kircheisen |
| 7.      | 7 lutego | 2003 | Sollefteå   | Sztafeta K107/4x5 km  | ?               | ?           | Niemcy           |
| 29.     | 9 lutego | 2003 | Sollefteå   | Sprint K107/5.0 km    | 14.02.6 min     | +2.28.6 min | Björn Kircheisen |
| 34.     | 4 lutego | 2004 | Stryn       | Gundersen K90/10 km   | 26:06.3 min     | +7:27.2 min | Petter Tande     |
| 10.     | 6 lutego | 2004 | Stryn       | Sztafeta K90/4x5      | 58:03.0 min     | +6.19.0 min | Norwegia         |
| 23.     | 8 lutego | 2004 | Stryn       | Sprint K90/7.5 km     | 14:02.1 min     | +2:04.3 min | Petter Tande     |
| 30.     | 22 marca | 2005 | Rovaniemi   | Gundersen HS100/10 km | 25.56.6 min     | +5:21.9 min | Petter Tande     |
| 10.     | 24 marca | 2005 | Rovaniemi   | Sztafeta HS100/4x5    | 44:17.1 min     | +3:56.7 min | Niemcy           |
| 29.     | 26 marca | 2005 | Rovaniemi   | Sprint HS100/5.0 km   | 14:02.1 min     | +2:24.7 min | Petter Tande     |

### Puchar Świata
- sezon 2005/2006: 58.
- sezon 2006/2007: 50.
- sezon 2008/2009: 65.
- sezon 2009/2010: 56.
- sezon 2010/2011: niesklasyfikowany

#### Miejsca na podium chronologicznie
Camerota nigdy nie stanął na podium indywidualnych zawodów Pucharu Świata.

### Puchar Kontynentalny

#### Miejsca w klasyfikacji generalnej
- sezon 2002/2003: 33.
- sezon 2004/2005: 36.
- sezon 2005/2006: 36.
- sezon 2006/2007: 13.
- sezon 2007/2008: 43.
- sezon 2008/2009: 14.
- sezon 2010/2011: 79.

#### Miejsca na podium chronologicznie
| Nr | Data            | Miejscowość       | Konkurencja           | Wynik zwycięzcy | Pozycja | Strata  | Zwycięzca     |
| -- | --------------- | ----------------- | --------------------- | --------------- | ------- | ------- | ------------- |
| 1. | 9 grudnia 2006  | Steamboat Springs | Gundersen HS127/15 km | 39:41.5 min     | 2.      | +11.0 s | Lukas Klapfer |
| 2. | 13 grudnia 2008 | Park City         | Gundersen HS134/10 km | 30:20.5 min     | 2.      | +22.0 s | Todd Lodwick  |
| 3. | 14 grudnia 2008 | Park City         | Gundersen HS134/10 km | 29:59.3 min     | 2.      | +18.6 s | Todd Lodwick  |

### Letnie Grand Prix

#### Miejsca w klasyfikacji generalnej
- 2010: 19.

#### Miejsca na podium chronologicznie
Camerota nigdy nie stanął na podium indywidualnych zawodów LGP.